# تاگاتوز
تاگاتوز (به انگلیسی: Tagatose) با فرمول شیمیایی C6H12O6 یک ترکیب شیمیایی با شناسه پاب‌کم 6626 است. که جرم مولی آن ۱۸۰٫۱۶ گرم بر مول می‌باشد. شکل ظاهری این ترکیب، جامد سفید است.